# Crustulina
Genre
Crustulina est un genre d'araignées aranéomorphes de la famille des Theridiidae.

## Distribution
Les espèces de ce genre se rencontrent en Eurasie, en Afrique, en Océanie et en Amérique du Nord.

## Liste des espèces
Selon World Spider Catalog (version 16.0, 12/04/2015) :
- Crustulina albovittata (Thorell, 1875)
- Crustulina altera Gertsch & Archer, 1942
- Crustulina ambigua Simon, 1889
- Crustulina bicruciata Simon, 1908
- Crustulina conspicua (O. Pickard-Cambridge, 1872)
- Crustulina erythropus (Lucas, 1846)
- Crustulina grayi Chrysanthus, 1975
- Crustulina guttata (Wider, 1834)
- Crustulina hermonensis Levy & Amitai, 1979
- Crustulina incerta Tullgren, 1910
- Crustulina jeanneli Berland, 1920
- Crustulina lugubris Chrysanthus, 1975
- Crustulina molesta (Pavesi, 1883)
- Crustulina obesa Berland, 1920
- Crustulina scabripes Simon, 1881
- Crustulina starmuehlneri Kritscher, 1966
- Crustulina sticta (O. Pickard-Cambridge, 1861)

## Publication originale
- Menge, 1868 : Preussische Spinnen. Abteilung II. Schriften der Naturforschenden Gesellschaft in Danzig, vol. 2, p. 153-218 (texte intégral).